# Senzaburō Fukami
Senzaburō Fukami (深見 千三郎, Fukami Senzaburō), de son vrai nom Nasoji Kubo (久保 七十二, Kubo Nasoji), est un humoriste et comique japonais, né le 31 mars 1923 à Hamatonbetsu, sur l'île Hokkaidō, et mort le 2 février 1983 à Asakusa, Tōkyō. Il est connu comme maître de Takeshi Kitano.

## Biographie
Fukami est le dernier fils d'un charpentier. Après avoir fini ses études au lycée, il déménage à Tōkyō en se confiant à sa sœur aînée Someko, qui a déjà eu le succès comme geisha à Asakusa, quartier bohémien de Tōkyō. Il y apprend les arts comme les claquettes ou la guitare.
Par l'intermédiaire de Chiezō Kataoka, acteur du chambara de grand écran, il fait l'apprentissage d'acteur à Kyōto pendant un an. Il continue sa carrière de comédien à Asakusa.
Après la Seconde Guerre mondiale, il traverse le Japon avec une troupe de théâtre itinérante. Vers 1959, il retourne au quartier d'Asakusa, où il devient le directeur du Français (Asakusa France-za), un cabaret de strip-tease et de comique. Il continue de jouer des sketchs jusqu'à sa retraite, deux ans avant sa mort causée par un incendie dans son appartement.
Il reste peu de témoignages vidéo de son art, parce qu'il concentrait sur la scène et détestait les shows télévisés.

## Takeshi Kitano, son dernier élève
Durant l'été de 1972, Takeshi Kitano se fait embaucher comme liftier du Français, dans l'espoir de devenir élève de Fukami. Celui-ci refuse de le faire monter sur scène. Mais quand un des membres réguliers du cabaret tombe malade, Kitano prend sa place sur scène. C'est la naissance de sa carrière comme fantaisiste. Il y apprend la comédie et la danse de claquettes. Par la suite, Kitano accompagne toujours Fukami et ils se considèrent inséparables.
Mais Kitano décide de quitter le Français avec un de ses collègues pour devenir vedette de manzai, un jeu théâtral prisé au Japon, une sorte de joute verbale entre un auguste et un clown blanc. Fukami lance l'excommunication contre lui. Kitano devenu une vedette de télévision, ils se réconcilient juste avant la mort de Fukami.
Un livre autobiographique de Kitano intitulé Asakusa Kid, qui porte sur le début de sa carrière, est son hommage à Fukami.